# Rumilly-en-Cambrésis
Rumilly-en-Cambrésis is een gemeente in het Franse Noorderdepartement (Frans: département du Nord) (regio Hauts-de-France). De plaats maakt deel uit van het arrondissement Cambrai. Rumilly-en-Cambrésis telde op 1 januari 2022 1.422 inwoners.

## Geografie
De oppervlakte van Rumilly-en-Cambrésis bedroeg op 1 januari 2022 6,72 vierkante kilometer; de bevolkingsdichtheid was toen 211,6 inwoners per km².

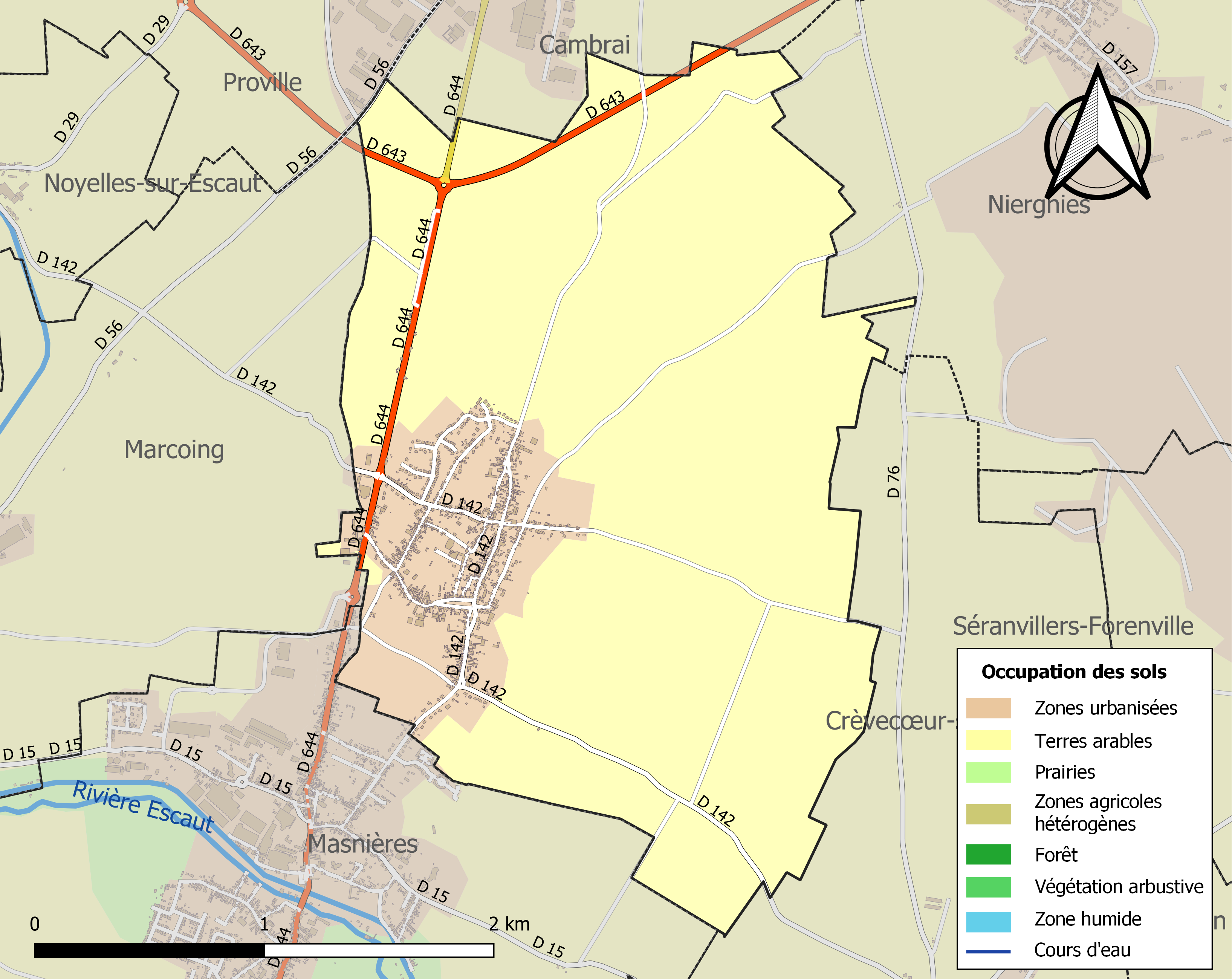
Kaart van de gemeente met belangrijkste infrastructuur, bodemgebruik en omliggende gemeenten

## Demografie
Onderstaande figuur toont het verloop van het inwonertal (bron: INSEE-tellingen).